# Miss International 2023
Miss International 2023 est la 61e cérémonie du concours Miss International. La gagnante, Andrea Rubio du Venezuela, succède à l'Allemande Jasmin Selberg à la fin de l'événement.

## Résultat final

### Classement final
| Résultats finaux        | Candidates |
| ----------------------- | --- |
| Miss International 2023 | - Venezuela – Andrea Rubio |
| 1re dauphine            | - Colombie – Sofía Osío |
| 2e dauphine             | - Pérou – Camila Díaz |
| 3e dauphine             | - Philippines – Nicole Borromeo |
| 4e dauphine             | - Bolivie – Vanessa Hayes |
| Top 7                   | - Mexique – Itzía Garcia - Thaïlande – Supaporn Ritthipruek |
| Top 15                  | - Côte d'Ivoire – Nassita Diako - Grèce – Zoi Asoumanaki - Hong Kong – Verna Leung - Malaisie – Cassandra Yap - Panama – Linette Clément - Porto Rico – Amanda Solis - République dominicaine – Yamilex Hernandez - Viêt Nam – Nguyễn Phương Nhi |

## Candidates
| Pays / Territoire      | Nom                                       | Age | Résidence                |
| ---------------------- | ----------------------------------------- | --- | ------------------------ |
| Afrique du Sud         | Jenique Botha                             | 20  | Edenvale                 |
| Angola                 | Teresa Antonio Sara                       | 26  | Soyo                     |
| Australie              | Jazel Mae Alarca                          | 23  | Sydney                   |
| Bangladesh             | Farzana Yasmin Ananna                     | 23  | Khulna                   |
| Belgique               | Jolien Pede                               | 25  | Zwalm                    |
| Birmanie               | Ei Ei Myint Aung Thein                    | 23  |                          |
| Bolivie                | Vanessa Hayes                             | 24  | Santa Cruz               |
| Brésil                 | Beatriz Goulart                           | 22  | Rio Grande do Norte      |
| Canada                 | Melanie Renaud                            | 26  | Windsor                  |
| Chili                  | Valerie Johnson García                    | 22  | Valparaíso               |
| Cambodge               | Somnang Alyna                             | 22  |                          |
| Côte d'Ivoire          | Nassita Diako                             | 25  | Dimbokro                 |
| Colombie               | Sofía Osío Luna                           | 23  | Barranquilla             |
| Costa Rica             | Stacy Montero Camacho                     | 20  | San José                 |
| Cuba                   | Sheyla Ravelo Pérez                       | 23  | San Antonio de los Baños |
| Danemark               | Julie Brink                               | 26  | Ishøj                    |
| Équateur               | Tatiana Georgette Kalil Roha              | 21  | Guayaquil                |
| Espagne                | Claudia González                          | 26  | Agüimes                  |
| États-Unis             | Kenyatta Michelle Beazer                  | 25  | Baltimore                |
| Estonie                | Karolin Kippasto                          | 26  | Tartu                    |
| Finlande               | Petra Jasmina Hämäläinen                  | 27  | Savonlinna               |
| France                 | Lysia Allaire                             | 18  | Mérignac                 |
| Ghana                  | Mercy Jane Adorkor Pappoe                 |     | Acra                     |
| Grèce                  | Zoi Asoumanaki                            | 22  | Rethymno                 |
| Guatemala              | María Reneé Díaz Caballeros               | 24  | Ciudad de Guatemala      |
| Guinée équatoriale     | María Marta Asong                         | 20  | Aconibe                  |
| Hawaï                  | Maka'ala Kahikinaokalālani Victoria Perry | 24  | Oahu                     |
| Hong Kong              | «Verna» Leung Ting Xin                    | 25  | Hong Kong                |
| Inde                   | Praveena Aanjna                           | 24  | Udaipur                  |
| Indonésie              | Farhana Nariswari Wisandana               | 26  | Bandung                  |
| Jamaïque               | Sabrina Johnson                           | 22  | Paroisse de Manchester   |
| Japon                  | Tamao Yoneyama                            | 26  | Tokyo                    |
| Laos                   | Aliya Inthavong                           | 27  |                          |
| Lesotho                | Boitumelo Sehlotho Setlaba                | 20  | Maseru                   |
| Lituanie               | Irmina Preišegalavičiūtė                  | 26  | Vilna                    |
| Macao                  | Emily Yau                                 | 28  |                          |
| Malaisie               | Cassandra Yap                             | 24  | Johor Bahru              |
| Martinique             | Pauline Thimon                            | 26  | Fort-de-France           |
| Maurice                | Karishma Hurlall                          |     | New Grove                |
| Mexique                | Itzía Margarita García Jiménez            | 23  | Manzanillo               |
| Moldavie               | Djulieta Calalb                           | 18  | Chisináu                 |
| Mongolie               | Javkhlan Munguntsatsralt                  | 24  | Oulan-Bator              |
| Népal                  | Prasiddhy Shah                            | 25  | Patan                    |
| Nicaragua              | Leylani Leytón                            | 20  | Managua                  |
| Nigeria                | Roseline Blessing Bolarinde Ibukunoluwa   | 27  | Lagos                    |
| Norvège                | Madeleine Anna Malmberg                   | 19  | Fredrikstad              |
| Nouvelle-Zélande       | Georgia Waddington                        | 21  | Christchurch             |
| Ouganda                | Emily Hope Muwanguzi                      | 23  | Mbale                    |
| Pays-Bas               | Morgan Doelwijt                           | 25  | Utrecht                  |
| Pakistan               | Misbah Arshad                             | 26  | Pendjab                  |
| Panama                 | Linette Marie Clément Marciaga            | 26  | Limón (province)         |
| Paraguay               | Jazmín de la Sierra Rodríguez de Souza    | 25  | Asunción                 |
| Pérou                  | Camila Díaz Daneri                        | 23  | Junin                    |
| Philippines            | Nicole Yance Borromeo                     | 23  | Cebu                     |
| Pologne                | Julia Marcinkowska                        | 22  | Ślesin                   |
| Portugal               | Lilene Vieira Serrao                      | 27  |                          |
| Porto Rico             | Amanda Paola Pérez Solís                  | 25  | Rio Grande               |
| République tchèque     | Dominika Něměcková                        | 22  | Prague                   |
| Royaume-Uni            | Alisha Cowie May                          | 24  | Newcastle                |
| République dominicaine | Yamilex Hernández del Orbe                | 23  | La Vega                  |
| Salvador               | Daniella Alejandrina Hidalgo Luna         | 24  | Sensuntepeque            |
| Serbie                 | Viktorija Stojiljković                    | 19  |                          |
| Singapour              | Chavelle Chong                            | 22  |                          |
| Sri Lanka              | Umanda Induwari Bamunuachchi              | 21  | Colombo                  |
| Thaïlande              | Supaporn Ritthipruek                      | 25  | Chiang Mai               |
| Taïwan                 | Anita Yun Ya Wang                         | 26  | Taipéi                   |
| Tunisie                | Mariam Ben Abroug                         | 27  | Tunis                    |
| Venezuela              | Andrea Valentina Rubio Armas              | 24  | Caracas                  |
| Viêt Nam               | Nguyễn Phương Nhi                         | 21  | Thanh Hóa                |
| Zimbabwe               | Charlotte Muziri                          | 26  | Masvingo                 |